# Milltown (Indiana)
Milltown is een plaats (town) in de Amerikaanse staat Indiana, en valt bestuurlijk gezien onder Crawford County en Harrison County.

## Demografie
Bij de volkstelling in 2000 werd het aantal inwoners vastgesteld op 932.
In 2006 is het aantal inwoners door het United States Census Bureau geschat op 927, een daling van 5 (-0,5%).

## Geografie
Volgens het United States Census Bureau beslaat de plaats een oppervlakte van
3,6 km², geheel bestaande uit land. Milltown ligt op ongeveer 189 m boven zeeniveau.

## Plaatsen in de nabije omgeving
De onderstaande figuur toont nabijgelegen plaatsen in een straal van 20 km rond Milltown.